# 43. People’s Choice Awards-gála
Az 43. People’s Choice Awards-gála a 2016-os év legjobb filmes, televíziós és zenés alakításait értékelte. A díjátadót 2017. január 18-án tartották a kaliforniai Microsoft Theaterben, a műsor házigazdája Joel McHale volt. A ceremóniát a CBS televízióadó közvetítette.

## Győztesek és jelöltek
Forrás:

### Film
| Az év filmje | Az év akciófilmje |
| --- | --- |
| - Szenilla nyomában - Amerika Kapitány: Polgárháború - Deadpool - Suicide Squad – Öngyilkos osztag - Zootropolis – Állati nagy balhé | - Deadpool - Batman Superman ellen – Az igazság hajnala - Amerika Kapitány: Polgárháború - Suicide Squad – Öngyilkos osztag - X-Men: Apokalipszis |
| Az év vígjátéka | Az év drámája |
| - Rossz anyák - Központi hírszerzés - Szellemirtók - Hogyan legyünk szinglik? - Rossz szomszédság 2. | - Mielőtt megismertelek - Mélytengeri pokol - Mennyei csodák - Vándorsólyom kisasszony különleges gyermekei - Sully – Csoda a Hudson folyón       |
| Az év férfi filmsztárja | Az év női filmsztárja |
| - Ryan Reynolds - Robert Downey Jr. - Tom Hanks - Kevin Hart - Will Smith | - Jennifer Lawrence - Scarlett Johansson - Anna Kendrick - Melissa McCarthy - Margot Robbie                                                       |
| Az év férfi akciófilm-sztárja | Az év női akciófilm-sztárja |
| - Robert Downey Jr. - Chris Evans - Liam Hemsworth - Ryan Reynolds - Will Smith | - Margot Robbie - Scarlett Johansson - Jennifer Lawrence - Zoë Saldana - Shailene Woodley                                                         |
| Az év férfi vígjáték-sztárja | Az év női vígjáték-sztárja |
| - Kevin Hart - Zac Efron - Ryan Gosling - Chris Hemsworth - Dwayne Johnson | - Melissa McCarthy - Kristen Bell - Anna Kendrick - Kristen Wiig - Rebel Wilson                                                                   |
| Az év drámai színésze | Az év drámai színésznője |
| - Tom Hanks - Ben Affleck - George Clooney - Chris Pine - Mark Wahlberg | - Blake Lively - Amy Adams - Emily Blunt - Julia Roberts - Meryl Streep                                                                           |
| Az év animációs filmes szinkronhangja | Az év családi filmje |
| - Ellen DeGeneres – Szenilla nyomában (Szenilla) - Jason Bateman – Zootropolis – Állati nagy balhé (Nick Wilde) - Ginnifer Goodwin – Zootropolis – Állati nagy balhé (Judy Hopps) - Kevin Hart – A kis kedvencek titkos élete (Hógolyó) - Bill Murray – A dzsungel könyve (Balu) | - Szenilla nyomában - Alice Tükörországban - A dzsungel könyve - A kis kedvencek titkos élete - Zootropolis – Állati nagy balhé                   |
| Az év thrillere | Az év filmes ikonja |
| - A lány a vonaton - Démonok között 2. - Idegpálya - A megtisztulás éjszakája: Választási év - A zátony | - Johnny Depp - Tom Cruise - Tom Hanks - Samuel L. Jackson - Denzel Washington                                                                    |
| Az év vége legjobb filmje | |
| - Legendás állatok és megfigyelésük - Doctor Strange - Vaiana - Zsivány Egyes – Egy Star Wars-történet - Énekelj! | |

### Televízió
| Az év tévéműsora | Az év vígjátéka |
| --- | --- |
| - Outlander – Az idegen - Agymenők - A Grace klinika - Stranger Things - The Walking Dead                             | - Agymenők - Feketék fehéren - Szeplőtelen Jane - Modern család - Új csaj                                           |
| Az év drámaműsora | Az év sci-fi/fantasyműsora                                                                                          |
| - A Grace klinika - Lángoló Chicago - Empire - Hogyan ússzunk meg egy gyilkosságot? - Quantico                        | - Odaát - A zöld íjász - Flash – A Villám - Egyszer volt, hol nem volt - Vámpírnaplók                               |
| Az év kábeles sci-fi/fantasyműsora                                                                                    | Az év nyomozós sorozata                                                                                             |
| - The Walking Dead - Amerikai Horror Story - Sötét árvák - Árnyvadászok: A végzet ereklyéi - Teen Wolf – Farkasbőrben | - Gyilkos elmék - Feketelista - Esküdt ellenségek: Különleges ügyosztály - Lucifer az Újvilágban - NCIS             |
| Az év tévés vígjátékszínésze                                                                                          | Az év tévés vígjátékszínésznője                                                                                     |
| - Jim Parsons - Tim Allen - Anthony Anderson - Matthew Perry - Andy Samberg                                           | - Sofía Vergara - Kaley Cuoco - Zooey Deschanel - Anna Faris - Gina Rodriguez                                       |
| Az év tévés drámai színésze                                                                                           | Az év tévés drámai színésznője                                                                                      |
| - Justin Chambers - Scott Foley - Terrence Howard - Taylor Kinney - Jesse Williams                                    | - Prijanka Csopra - Viola Davis - Taraji P. Henson - Ellen Pompeo - Kerry Washington                                |
| Az év férfi krimi-sztárja                                                                                             | Az év női krimi-sztárja                                                                                             |
| - Mark Harmon - LL Cool J - Chris O’Donnell - Tom Selleck - Donnie Wahlberg                                           | - Jennifer Lopez - Sophia Bush - Mariska Hargitay - Lucy Liu - Pauley Perrette                                      |
| Az év kábeles vígjátéka                                                                                               | Az év kábeles drámaműsora                                                                                           |
| - Papás-Babás - Atlanta - Felhőtlen Philadelphia - Real Husbands of Hollywood - Younger                               | - Bates Motel – Psycho a kezdetektől - Foglalkozásuk: amerikai - Mr. Robot - Hazug csajok társasága - Queen Sugar   |
| Az év kábelsorozatos színésze                                                                                         | Az év kábelsorozatos színésznője                                                                                    |
| - Freddie Highmore - Adam DeVine - Zach Galifianakis - Kevin Hart - Rami Malek                                        | - Vera Farmiga - Ashley Benson - Hilary Duff - Lucy Hale - Keri Russell                                             |
| Az év prémium kábeles drámaműsora                                                                                     | Az év prémium kábeles vígjátéka                                                                                     |
| - Narancs az új fekete - Homeland – A belső ellenség - Kártyavár - Narcos - Power                                     | - Még mindig Bír-lak - The Mindy Project - Shameless – Szégyentelenek - A megtörhetetlen Kimmy Schmidt - Az alelnök |
| Az év prémium sci-fi/fantasyműsora                                                                                    | Az év prémium kábelsorozatos színésze                                                                               |
| - Outlander – Az idegen - Trónok harca - Luke Cage - Stranger Things - Westworld                                      | - Dwayne Johnson - Aziz Ansari - Joshua Jackson - Nick Jonas - Kevin Spacey                                         |
| Az év prémium kábelsorozatos színésznője                                                                              | Az év tévés sci-fi/fantasyszínésze                                                                                  |
| - Sarah Jessica Parker - Claire Danes - Jane Fonda - Julia Louis-Dreyfus - Taylor Schilling                           | - Sam Heughan - Jensen Ackles - Andrew Lincoln - Tyler Posey - Ian Somerhalder                                      |
| Az év tévés sci-fi/fantasyszínésznője                                                                                 | Az év versenyshowja                                                                                                 |
| - Caitríona Balfe - Millie Bobby Brown - Emilia Clarke - Lauren Cohan - Jennifer Morrison                             | - The Voice - America’s Got Talent - American Ninja Warrior - Dancing with the Stars - Amerikai mesterszakács       |
| Az év nappali beszélgetős műsorvezetője                                                                               | Az év nappali beszélgetős műsorcsapata                                                                              |
| - Ellen DeGeneres - Dr. Phil - Steve Harvey - Rachael Ray - Kelly Ripa                                                | - Good Morning America - The Chew - The Talk - Today - The View                                                     |
| Az év éjszakai beszélgetős műsorvezetője                                                                              | Az év férfi előadója új tévéműsorban                                                                                |
| - Jimmy Fallon - Stephen Colbert - James Corden - Jimmy Kimmel - Conan O’Brien                                        | - Matt LeBlanc - Kevin James - Kiefer Sutherland - Milo Ventimiglia - Damon Wayans                                  |
| Az év női előadója új tévéműsorban                                                                                    | Az év rajzfilmsorozata                                                                                              |
| - Kristen Bell - Jordana Brewster - Minnie Driver - Mandy Moore - Piper Perabo                                        | - A Simpson család - Amerikai fater - Bob burgerfalodája - Family Guy - South Park                                  |
| Az év új vígjátékműsora                                                                                               | Az év új drámaműsora                                                                                                |
| - Jóapátok - Anyaság túlsúlyban - A Jó Hely - The Great Indoors - Lazíts, Kevin!                                      | - Rólunk szól - Bull - A kijelölt túlélő - Az ördögűző - Időutazók                                                  |

### Zene
| Az év férfi előadója | Az év női előadója |
| --- | --- |
| - Justin Timberlake - Drake - Shawn Mendes - Blake Shelton - The Weeknd                                                                                               | - Britney Spears - Adele - Beyoncé - Ariana Grande - Rihanna                                                            |
| Az év együttese | Az év kiemelkedő zenésze                                                                                                |
| - Fifth Harmony - The Chainsmokers - Coldplay - Panic at the Disco - Twenty One Pilots                                                                                | - Niall Horan - Alessia Cara - The Chainsmokers - DNCE - Zayn                                                           |
| Az év férfi country előadója | Az év női country előadója                                                                                              |
| - Blake Shelton - Luke Bryan - Sam Hunt - Tim McGraw - Keith Urban | - Carrie Underwood - Kelsea Ballerini - Miranda Lambert - Reba McEntire - Dolly Parton                                  |
| Az év countryegyüttese | Az év popzenésze |
| - Little Big Town - The Band Perry - Florida Georgia Line - Lonestar - Zac Brown Band                                                                                 | - Britney Spears - Adele - Ariana Grande - Sia - Justin Timberlake                                                      |
| Az év hip-hopzenésze | Az év R&B zenésze |
| - G-Eazy - DJ Khaled - Kendrick Lamar - Kanye West - Wiz Khalifa | - Rihanna - Beyoncé - Drake - Usher - The Weeknd                                                                        |
| Az év dala | Az év albuma |
| - Justin Timberlake - "Can't Stop the Feeling!" - Meghan Trainor - "No" - Drake feat. Kyla, Wizkid - "One Dance" - Zayn - "Pillowtalk" - Rihanna feat. Drake - "Work" | - Blake Shelton - If I'm Honest - Rihanna - Anti - Ariana Grande - Dangerous Woman - Beyoncé - Lemonade - Drake - Views |

### Popkultúra
| Az év közösségi médiás híressége                                                  | Az év influenszere |
| --------------------------------------------------------------------------------- | --- |
| - Britney Spears - Stephen Amell - Kim Kardashian - Lady Gaga - Shakira           | - Cameron Dallas - Baby Ariel - Nash Grier - Liza Koshy - Jacob Sartorius |
| Az év YouTube-sztárja                                                             | Az év komikus kollaborációja |
| - Lilly Singh - Shane Dawson - Miranda Sings - Tyler Oakley - PewDiePie           | - Ellen DeGeneres és Britney Spears plázás átverése - James Corden's Carpool Karaoke with Adele - Lip Sync Battle with Channing Tatum and Jenna Dewan - Conan O’Brien's Ride Along with Ice Cube and Kevin Hart - Saturday Night Live with Alec Baldwin and Kate McKinnon |
| Az év digitális szenzációja                                                       | Az év videójátéka |
| - Mannequin Challenge - 360° és VR - Facebook Live - Pokémon Go - Snapchat Lenses | - Uncharted 4: A Thief's End - Overwatch - Titanfall 2 - Watch Dogs 2 - Dishonored 2 |

## Műsorvezetők
A gálán az alábbi műsorvezetők működtek közre:
- Jessica Alba
- Stana Katić
- Sandra Bullock
- Zac Efron
- Britney Spears
- Christina Aguilera
- Justin Timberlake
- Anna Faris
- Marg Helgenberger
- Roma Downey
- Kaley Cuoco
- Emily Deschanel
- Michael Weatherly
- Josh Holloway
- Ellen DeGeneres
- LL Cool J
- Chris O’Donnell
- Melissa McCarthy
- Drew Barrymore
- Nina Dobrev
- Robert Downey Jr.
- Sarah Michelle Gellar
- Sean Hayes
- Allison Janney
- Michael B. Jordan
- Queen Latifah
- Julianna Margulies
- Shemar Moore
- Norman Reedus
- Ian Somerhalder
- Miles Teller
- Allison Williams
- Malin Akerman
- Stephen Amell
- Wayne Brady
- Stephen Colbert
- Chris Colfer
- Naya Rivera
- Lucy Hale
- Heidi Klum
- Ross Mathews
- Joseph Morgan
- Meghan Ory
- Ian Ziering
- Matt LeBlanc

## Fordítás
- Ez a szócikk részben vagy egészben  a(z)   43rd People's Choice Awards című angol Wikipédia-szócikk fordításán alapul.  Az eredeti cikk szerkesztőit annak laptörténete sorolja fel. Ez a jelzés csupán a megfogalmazás eredetét és a szerzői jogokat jelzi, nem szolgál a cikkben szereplő információk forrásmegjelöléseként.